# Sarah Young
Sarah Young (Sidcup; 15 de abril de 1971) es una ex actriz pornográfica británica.
Young comenzó su carrera ya en 1986 cuando tenía 15 años, como modelo topless para un artículo en la página 3 del diario The Sun. A los 18 años, un amigo la introdujo en la industria porno, y fue brevemente contratada en Private Media Group y Color Climax Corporation. Poco después el productor porno alemán Hans Moser la descubrió, así como previamente había descubierto a Teresa Orlowski. Moser invitó a Young a Alemania e hizo de ella una estrella, una especie de "seguidora" de Orlowski, luego de que Moser y Orlowski se separaran en términos no amistosos. Young y Moser se casaron en 1991, pero poco después se divorciaron.
Durante su carrera en la industria porno, actuó en sus propias series y varias decenas de películas porno. También trabajó como guionista y directora. En los Venus Awards del 6 de diciembre de 1997, cuando fue galardonada como mejor actriz del año, anunció que se iba de la industria porno, para estudiar derecho en Estados Unidos.

## Premios
- 1997: Venus Award "Mejor Actriz Europea"[1]

## Filmografía
- Dirty Woman (1989)
- The Young One – Part 1 (1991) – Part 16
- Naked Neighbours (1994)
- Hamlet (1997)
- The Golden Girl Part 1 – 4
- The Sarah Young Collection Part 1 – 6
- Sexy Secrets (div. Folgen)
- Decameron Tales X
- Private Fantasies 1 – 30
- Sexy Nikita
- Nikita schafft sie alle
- Private Moments